# Chondrostoma smyrnae
Chondrostoma smyrnae — вид прісноводних риб роду підуст (Chondrostoma) родини ялецевих. Описаний у 2021 році.

## Назва
Назва виду походить від Смірни — історичної назви міста Ізмір, неподалік якого виявлений вид.

## Поширення
Ендемік Туреччини. Поширений лише на притоках водосховища Тахталі у провінції Ізмір.